# Nörrträskin metsä
Nörrträskin metsä este o arie protejată (arie specială de conservare — SAC, sit de importanță comunitară — SCI) din Finlanda întinsă pe o suprafață de 20,9 ha, integral pe uscat.

## Localizare
Centrul sitului Nörrträskin metsä este situat la coordonatele 63°13′08″N 22°09′26″E / 63.2188°N 22.1571°E.

## Înființare
Situl Nörrträskin metsä a fost declarat sit de importanță comunitară în mai 2002 pentru a proteja un număr necunoscut de specii din flora spontană și fauna sălbatică aflate în arealul zonei. Situl a fost protejat și ca arie specială de conservare în aprilie 2015.

## Biodiversitate
Situată în ecoregiunea boreală, aria protejată conține 3 habitate naturale: Mlaștini turboase de tranziție și turbării mișcătoare, Taiga vestică, Mlaștini împădurite.
La baza desemnării sitului se află un număr nedeclarat de specii protejate.